# Železniška postaja Trbovlje
Železniška postaja Trbovlje je ena izmed železniških postaj v Sloveniji, ki oskrbuje bližnje naselje Trbovlje.
Poleg dveh potniških tirov ima še štiri tovorne tire (2. 348 m, 3. 871 m, 4. 738 m, 5. 657 m). 